# 胡零
胡零（1913年—1979年），原名胡鸿书，字寄秋，男，安徽舒城人，中国剧作家，中国戏剧家协会会员，中国作家协会会员。